# ノヴァ (バンド)
ノヴァ（Nova）は、1975年にオザンナとチェルヴェッロのメンバーから結成されたイタリアのプログレッシブ・ロック / フュージョン・バンドである。そのキャリアの大半でロンドンに拠点を置いた彼らは、マハヴィシュヌ・オーケストラ、ウェザー・リポート、リターン・トゥ・フォーエヴァーなど、1970年代のフュージョン・スタイルのバンドの影響を受けた4枚のアルバムをリリースした。

## 略歴
オザンナの創始者であるエリオ・ダンナ（サクソフォーン、フルート）とダニーロ・ルスティチ（ギター）に、ダニーロの17歳の弟であるチェルヴェッロのコラード・ルスティチ（ギター、ボーカル）が加わりバンドが結成された。彼らに、ルチアーノ・ミラネーゼ（ベース）と、サーカス2000のデデ・ロ・プリヴィテ（ドラム）が加わった。最初のアルバム『ブリンク』は1976年にリリースされ、このアルバムからはイングランドのプログレッシブ・ロックの影響が強く感じられた。イタリアでリリースされた、バンドによる唯一のレコーディング作品となった。3人のバンド・メンバーがイタリアに帰国することになり、ダンナとコラードは、ニュー・トロルス・アトミック・システムのキーボード奏者レナート・ロセットと新しいラインナップを結成した。強力なプログレッシブ・ロックの影響で始まったバンドは、この頃からフュージョン・サウンドに向かって動き始めた。セカンド・アルバム『ヴィマーナ』は、マハヴィシュヌ・オーケストラのドラマーであるナラダ・マイケル・ウォルデン、ジェネシス / ブランドXのドラマーであるフィル・コリンズ、ブランドXのベース奏者であるパーシー・ジョーンズなど、多数の著名なゲスト・ミュージシャンと共に録音された。
バンドは、ベースとボーカルのバリー・ジョンソン、元アトミック・ルースターでイビスのドラマーのリック・パーネルという、2人の新メンバーとで新たなラインナップを完成させた。彼らは1977年に『ウィングス・オブ・ラヴ』をレコーディングした。バンドは、1978年にリリースされた最終アルバム『Sun City』のためにアメリカ合衆国に移った。このレコーディングの後、ダンナはイタリアへと戻り、音楽プロデューサーとなった。また、ルスティチはミュージシャンおよび音楽プロデューサーとして成功を収め、ズッケロやホイットニー・ヒューストンなどの数多くの有名アーティストと一緒に仕事した。ジョンソンはレニー・ホワイトのグループであるトゥエニイナインに参加し、パーネルは1984年の映画『スパイナル・タップ』に出演した。

## ディスコグラフィ

### アルバム
- 『ブリンク』 - Blink (1976年)
- 『ヴィマーナ』 - Vimana (1976年)
- 『ウィングス・オブ・ラヴ』 - Wings of Love (1977年)
- Sun City (1978年)